# Scartelaos tenuis
Scartelaos tenuis é uma espécie de peixe da família Gobiidae e da ordem Perciformes.

## Morfologia
- Os machos podem atingir 15,5 cm de comprimento total.[5][6]

## Habitat
É um peixe marítimo, de clima tropical e demersal.

## Distribuição geográfica
É encontrado no Oceano Índico ocidental: desde o Golfo Pérsico até ao Paquistão.

## Observações
É inofensivo para os humanos e é capaz de respirar ar.